# Power (ER)
Power is de negentiende aflevering van het vijfde seizoen van de televisieserie ER, die voor het eerst werd uitgezonden op 6 mei 1999.

## Verhaal
Het ziekenhuis krijgt te maken met verschillende stroomuitvallen, het personeel moet nu ervoor zorgen dat de patiënten hier niet onder lijden.
Dr. Romano besluit als het nieuwe hoofd de SEH te observeren. Hij kan het niet nalaten om op iedereen kritiek te geven, alleen dit geeft een averechts effect. Ondertussen smeekt hij dr. Corday voor de stageplek chirurgie te kiezen en niet voor de stageplek SEH chirurg.
Hathaway wil haar ex-vriend dr. Ross een fax zenden met daarop de aankondiging van hun baby. Door de stroomuitvallen gaat het verzenden van de fax niet helemaal zoals zij gepland had. 
Er wordt een comapatiënte op de hal in haar bed gevonden, zij blijkt verkracht te zijn. Het personeel is nu alert voor mogelijk meerdere aanvallen en op de eventuele dader.
Dr. Carter verbreekt de relatie tussen hem en Roxanne. 
Lucy Knight behandelt een patiënt met doorligplekken en vermoedt dat er meer met hem aan de hand is.

## Rolverdeling

### Hoofdrollen
- Anthony Edwards - Dr. Mark Greene
- Noah Wyle - Dr. John Carter
- Laura Innes - Dr. Kerry Weaver
- Eriq La Salle - Dr. Peter Benton
- Matthew Watkins - Reese Benton
- Alex Kingston - Dr. Elizabeth Corday
- Paul McCrane - Dr. Robert Romano
- Michael B. Silver - Dr. Paul Myers
- Kellie Martin - Lucy Knight
- Julianna Margulies - verpleegster Carol Hathaway
- Ellen Crawford - verpleegster Lydia Wright
- Yvette Freeman - verpleegster Haleh Adams
- Conni Marie Brazelton - verpleegster Connie Oligario
- Laura Cerón - verpleegster Chuny Marquez
- Dinah Lenney - verpleegster Shirley
- Emily Wagner - ambulancemedewerker Doris Pickman
- Abraham Benrubi - Jerry Markovic
- Demetrius Navarro - Morales
- Victor Williams - Roger McGrath

### Gastrollen (selectie)
- Julie Bowen - Roxanne Please
- Jeff Cahill - Tony Fig
- Ford Rainey - Army Armstrong
- Anne Bellamy - Dottie Armstrong
- Holland Taylor - Phyllis Farr
- Fern Persons - oude vrouw
- Richard Pierre-Louis - Romeo
- Jean Sincere - Gladys
- Al Pugliese - Angelo
- Perry Anzilotti - Perry